# Открытый чемпионат Швеции по теннису 2013
Открытый чемпионат Швеции 2013 — ежегодный профессиональный теннисный турнир в серии ATP 250 для мужчин и международной серии WTA для женщин.
Соревнование в нынешнем году проводится на грунтовых кортах в Бостаде, Швеция.
Мужские соревнования прошли с 6 по 14, женские 13 по 21 июля.
Прошлогодние победители:
- в мужском одиночном разряде —  Давид Феррер
- в женском одиночном разряде —  Полона Херцог
- в мужском парном разряде —  Роберт Линдстедт и  Хория Текэу
- в женском парном разряде —  Каталина Кастаньо и  Мариана Дуке Мариньо

## Соревнования

### Мужчины. Одиночный турнир
Карлос Берлок обыграл  Фернандо Вердаско со счётом 7-5, 6-1.
- Берлок со второй попытки побеждает в финале соревнования основного тура ассоциации.
- Вердаско уступает 1-й финал в сезоне и 13-й за карьеру в основном туре ассоциации.

### Женщины. Одиночный турнир
Серена Уильямс обыграла  Юханну Ларссон со счётом 6-4, 6-1.
- Уильямс выиграла 7-й титул в сезоне и 53-й за карьеру в туре ассоциации.
- Ларссон уступила все свои три финала в туре ассоциации.

### Мужчины. Парный турнир
Николас Монро /  Симон Штадлер обыграли  Карлоса Берлока /  Альберта Рамоса со счётом 6-2, 3-6, [10-8].
- Монро и Штадлер со второй попытки побеждают в финале соревнования основного тура ассоциации.

### Женщины. Парный турнир
Анабель Медина Гарригес /  Клара Закопалова обыграли  Александру Дулгеру /  Флавию Пеннетту со счётом 6-1, 6-4.
- Медина выигрывает 3-й титул в сезоне и 21й за карьеру в основном туре ассоциации.
- Закопалова выигрывает 1-й титул в сезоне и 2й за карьеру в основном туре ассоциации.